# Barkas (schip)

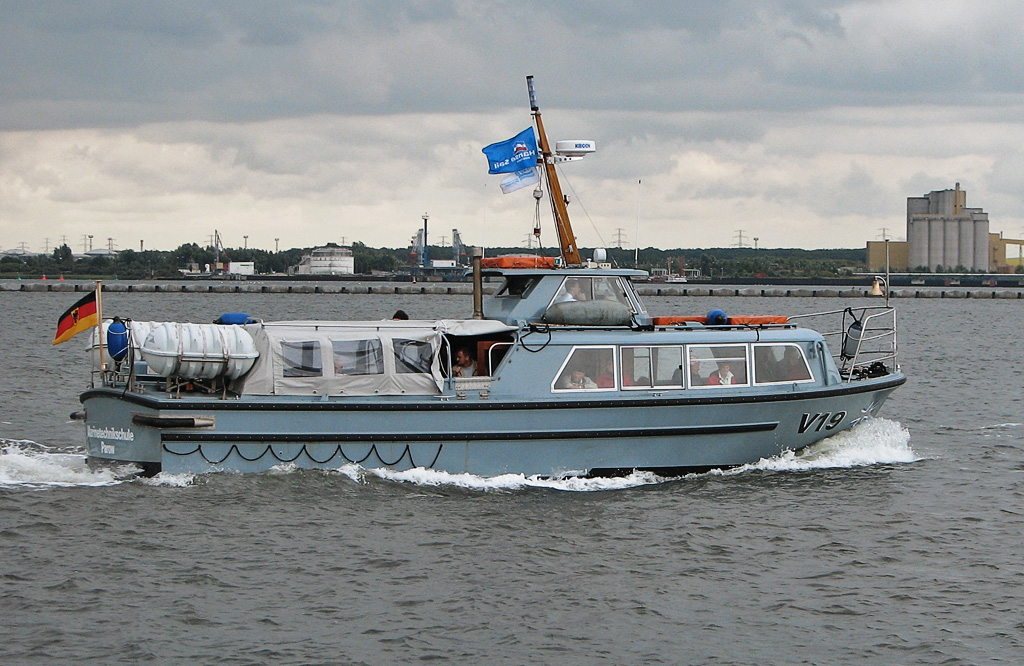
Barkas van de Duitse marine.

De barkas was van oorsprong een sloep. Het was de grootste aan boord, en vaak was er maar een van die maat. Grote, vierkant getuigde schepen, zoals linieschepen, hadden meestal vier sloepen waarvan de grootste de barkas heette, de volgende diende om de kapitein van en naar boord te brengen en heette dan ook kapiteinssloep. Deze was meestal bewapend met een klein stuk boordgeschut. De volgende in grootte heette labberlot en de kleinste jol. De sloepen aan boord van deze grote schepen werden vaak "genest": ze pasten in elkaar en werden als stapel van twee op het dek gestuwd. De labberlot ging in de barkas en de jol in de kapiteinssloep.
Omdat de barkas de grootste sloep was, werd hij gebruikt voor het vervoer van en naar de wal van groot en zwaar materiaal (kanonnen, water- en biervaten) en soms voor het uitbrengen van een anker naar een speciale plaats. Afmetingen variëren rond de 9 meter lengte en meer. Al deze sloepen konden geroeid en gezeild worden, de tuigage is vaak een emmerzeil maar dat hoeft niet.
Moderne barkassen zijn populair in de recreatievaart, gemotoriseerd en vaak met een kleine kajuit.